# New Utrecht (Brooklyn)
Nueva Utrecht es un barrio del distrito de Brooklyn en Nueva York, nombrado en honor a la ciudad de Utrecht (Países Bajos). Fue primeramente ocupado en 1652 por Cornelius van Werckhoven, un agrimensor nacido en Utrecht. En 1655, Jacques Cortelyou recibió los permisos para vender parte de los terrenos para crear una ciudad. En 1657, Nueva Utrecht fue aceptado como ciudad y recibió su título en 1661, cuando toda la región fue parte de la colonia neerlandesa de los Nuevos Países Bajos, que más tarde estuvieron bajo el dominio británico en 1664 como la colonia de Nueva York. En 1683, cuando se creó el condado de Kings en la colonia de Nueva York, Nueva Utrecht fue una de las seis ciudades originales. Más tarde fue anexada por la ciudad de Brooklyn el 1 de julio de 1894, que finalmente se convirtió en parte de la ciudad de Nueva York el 1 de enero de 1898.